# Adam Hicks
Adam Paul Nielson Hicks (* 28. November 1992 in Las Vegas, Nevada) ist ein US-amerikanischer Schauspieler, Rapper und Tänzer.

## Karriere
Adam Hicks spielte Joe in Billys Wette und spielte von 2009 bis 2012 die Rolle des Luther in Zeke und Luther. Außerdem hat er eine wiederkehrende Rolle als DZ in der zweiten Staffel der Disney-Channel-Serie Jonas L.A. Laut seiner Website hat Hicks einen Vertrag mit Hollywood Records geschlossen.
Hicks nahm mit seinem Zeke-und-Luther-Kollegen Daniel Curtis Lee eine Coverversion des MC-Hammer-Lieds U Can’t Touch This auf. Das Musikvideo dazu wurde am 29. Juni 2009 auf dem US-amerikanischen Disney XD erstausgestrahlt. Ebenfalls mit Daniel Curtis Lee nahm er ein Remix des Liedes In the Summertime von Mungo Jerry auf. In dem dazugehörigen Musikvideo haben viele der Zeke-und-Luther-Darsteller einen Cameo-Auftritt.
2011 spielte er neben Bridgit Mendler eine der Hauptrollen in dem Disney Channel Original Movie Lemonade Mouth – Die Geschichte einer Band. Im Dezember 2011 wurde bekannt gegeben, dass Hicks in der dritten Staffel von Pair of Kings – Die Königsbrüder eine Hauptrolle übernehmen werde.
Am 25. Januar 2018 wurde Hicks zusammen mit der als Freundin bezeichneten Schauspielerin Danni Tamburo in Burbank, Kalifornien, wegen des Verdachtes eines bewaffneten Raubüberfalls verhaftet.

## Filmografie (Auswahl)
- 2000–2002: Titus (Fernsehserie, 18 Episoden)
- 2002: The Funkhousers (Fernsehfilm)
- 2002: That Was Then (Fernsehserie, 1 Episode)
- 2005: Down and Derby
- 2005: Einsatz auf 4 Pfoten (The 12 Dogs of Christmas)
- 2006: Shaggy Dog – Hör mal, wer da bellt (The Shaggy Dog)
- 2006: Billys Wette (How to Eat Fried Worms)
- 2008: R.L. Stines Geistermeister – Besuch aus dem Jenseits (Mostly Ghostly)
- 2009–2012: Zeke und Luther (Fernsehserie)
- 2010: Jonas L.A. (Fernsehserie)
- 2011: Lemonade Mouth – Die Geschichte einer Band (Lemonade Mouth, Fernsehfilm)
- 2012–2013: Pair of Kings – Die Königsbrüder (Pair of Kings, Fernsehserie)
- 2015: The Boy Next Door